# En el séptimo círculo (obra de teatro)
En el séptimo círculo es una obra de teatro del escritor costarricense Daniel Gallegos. Fue presentada, por primera vez en el año 1982; su primera publicación como libro fue en 1991, bajo el sello de la Editorial Costa Rica. 
Es una obra en dos actos, sin alteración temporal ni espacial. El espacio cerrado que se desenvuelve es esencial porque le da la característica de ser un drama psicológico. 
La obra tiene una intertextualidad muy importante, pues por esta se le da el nombre a la obra. El nombre se debe a que Dante Alighieri en La Divina Comedia marca tres niveles en los que el mundo se encuentra ordenado, estos son el Paraíso, el Purgatorio y finalmente el Infierno. Este último se encuentra dividido en nueve círculos y el séptimo de ellos tiene tres tipos: 
- Aquellos que son violentos contra el prójimos, homicidas, violadores, etc.

- Los que son violentos contra su persona, es decir, suicidas, etc.

- Los que hacen actos violentos contra Dios, la sociedad, etc.

Según los descrito anteriormente, se puede comprender de donde proviene el nombre del libro, además a lo largo de la trama de la obra de teatro se entiende que la violencia generada es contra la sociedad, por ende, los personajes son productores de la violencia descrita en el séptimo círculo por Dante Alighieri. 

## Argumento
Primer Acto
La obra de teatro se desarrolla en la casa de Félix y Esperanza. Esta elabora una cena para celebrar el cumpleaños de su esposo Félix, a la celebración fueron invitados sus amigos Rodrigo y Dora. La celebración transcurre sin grandes preocupaciones, no más que el diálogo entre los personajes. Entre estos es relevante que Esperanza cuenta la seguridad que su esposo y ella le han puesto a su casa, pues van de vacaciones, por lo que con la nueva seguridad nadie les robará, en fin, se describe como una casa blindada, cerrada al exterior, en el momento que se le apliquen todas las nuevas seguridades. 
En medio de la celebración, suena el teléfono avisando que alguien toca el timbre afuera, al contestar Esperanza, oye la voz de una mujer joven (Rona), que dice su carro se descompuso y anda con niño en brazos, además llueve muy fuerte, por lo que pide el teléfono prestado. Finalmente, dejan entrar a la mujer.
Posteriormente, llama a su marido, sin embargo, todo fue una mentira, tan solo fue una justificación para entrar a la casa donde se encontraban las parejas de edad madura. Nuevamente, suena el intercomunicador anunciando la llegada del esposo (Manolo), se le abre el portón pero este llega con otra pareja (Rufino y Chita) a invadir la casa. 
A lo largo del primer acto, se llevan a cabo actos de violencia contra los ancianos, pues se le obliga a quitarse la ropa con intención de abusar de estos; los jóvenes aluden a que su interés no es el dinero, no hay razón alguna, pues los jóvenes tiene dinero y argumentan que solo les da asco lo que son ellos, lo que representan, menciona también el hecho de que vivan tan encerrados, ajenos a lo que pasa afuera. El primer acto finaliza cuando se configura una clave que cierra la casa con los métodos nuevos de seguridad, que solo puede ser desbloqueada por los ancianos, sin embargo, ninguno está en disposición de revelarla, generando pánico en los jóvenes, pues se ven encerrados y amenazados de muerte. 
Segundo Acto
El segundo acto inicia cuando los ancianos disfrutan de la cena en el comedor, posteriormente se aclara que Rufino, Chita y Manuel están amarrados, de maneras distintas. Solo Rona está libre. A partir de esta caso se evidencia que si los actos violentos en el acto anterior los realizaron los jóvenes, en este segundo acto se invierten los papeles, y son los ancianos quienes toman la postura de agresores contra los jóvenes. 
Este acto finaliza cuando Dora tiene al bebé entre sus manos y amenaza con soltarlo desde un segundo piso, para llegar a este punto se vale de una historia de Esperanza, que defendía la muerte de los pigmeos, por pequeños, si se quiere monstruos por ser diferentes, argumento del que se vale Dora para que Esperanza la apoye en soltar al niño. 
El final de la obra es abierto, pero hay muchas cosas importantes, desde la onomásticas, hasta el contraste de los ancianos y los jóvenes, y el círculo de violencia que se genera, pues los jóvenes al agredir a los ancianos, provoca que en el momento en que estos tienen el poder, actúen de la misma manera, pues la violencia es algo cíclico, es decir, que se repite.

## Personajes
- Félix: hombre pensionado, esposo de Esperanza.

- Esperanza: mujer dedicada a la casa, de edad madura. Esposa de Félix.

- Rodrigo: Amigo de la pareja que forman Félix y Esperanza. Edad avanzada y es el esposo de Dora.

- Dora: Mantiene una relación de amistad con Felix y Esperanza. Esposa de Rodrigo.

- Rufino: Pareja de Chita.

- Chita: Pareja de Rufino.

- Manolo: Pareja de Rona, por lo tanto, padre del bebé que esta carga.

- Rona: Madre del bebé. Por medio de su engaño se introducen en la casa del matrimonio de Félix y Esperanza.